# Isola Bella

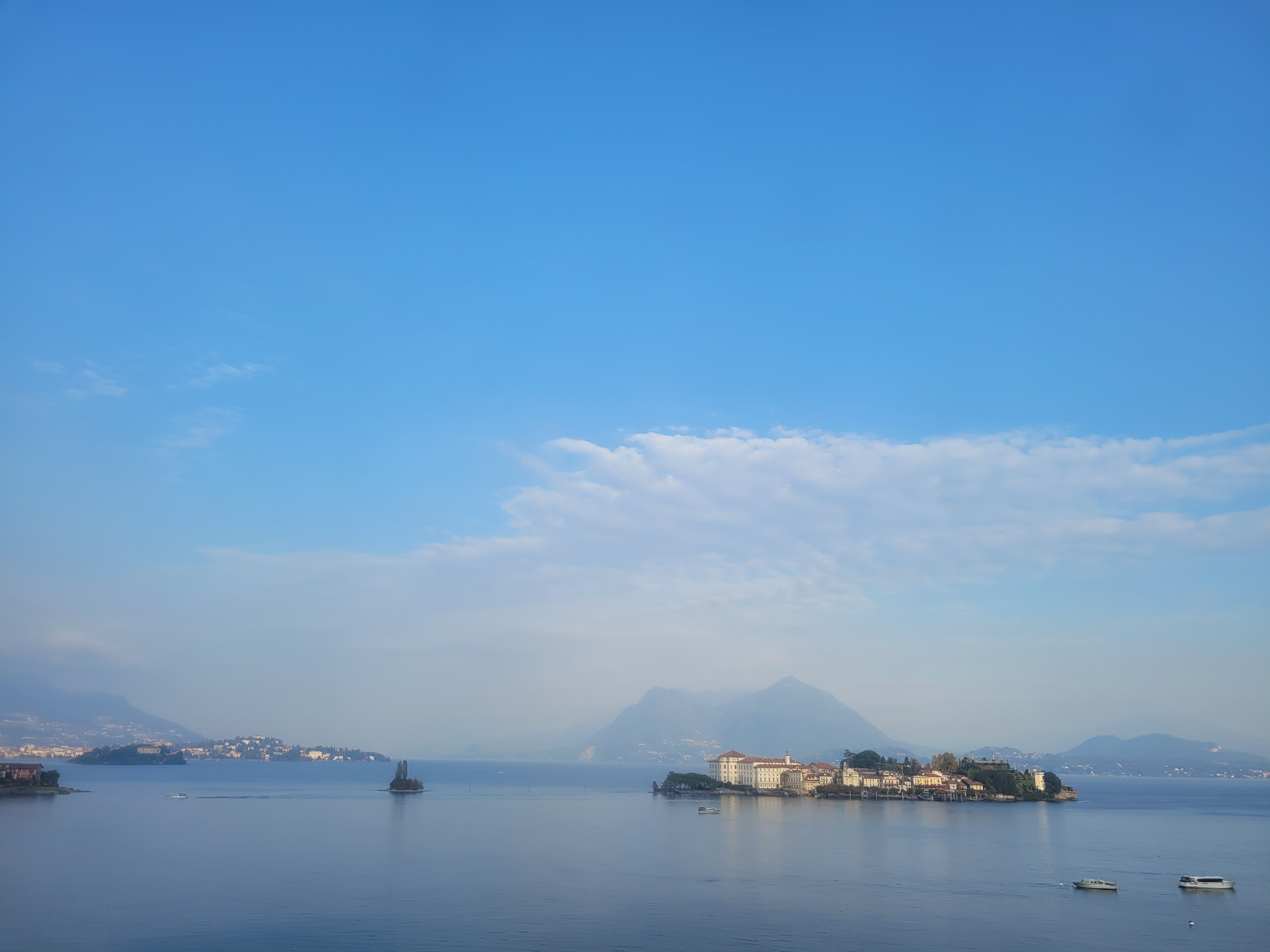
Isola Bella

Isola Bella is een van de Borromeïsche Eilanden die liggen in het Italiaanse deel van het Lago Maggiore.
In 1630 werd het eiland door de rijke en machtige graaf Carlo III Borromeo gekocht. Hij noemde het naar zijn vrouw Isabella. Later werd de naam afgekort waardoor het nu Isola Bella heet, hetgeen mooi eiland betekent.
Carlo liet een kasteel in barok-stijl bouwen, samen met een tuin. De tuin bestaat uit tien terrassen die trapsgewijs zijn opgebouwd. In de tuinen van Villa Borromeo, die gevuld zijn met antieke beelden, lopen traditioneel een aantal witte pauwen. De familie Borromeo, die eens een heilige afleverde: Carolus Borromeus, bewoont het eiland jaarlijks gedurende enkele weken.